# Leon Ruff
Dartanyon Ruffin (ur. 14 kwietnia 1996) – amerykański wrestler. Najbardziej znany z występów w WWE, gdzie występował w marce NXT pod pseudonimem Leon Ruff.

## Kariera wrestlingu

### Evolve (2018-2020)
Ruff zadebiutował w Evolve podczas edycji 106, 23 czerwca 2018 roku, wraz z Tommym Maseratim, przegrywając z Adrianem Alanisem i Liamem Grayem.  Na Evolve 131, 13 lipca 2019 r. Ruff i AR Fox pokonali The UnWanted (Eddie Kingston i Joe Gacy), aby wygrać Evolve Tag Team Championship.  Na Evolve 142, 7 grudnia Ruff i Fox stracili tytuły na rzecz The Besties in the World (Davey Vega i Mat Fitchett), kończąc panowanie po 147 dniach.

### WWE (2020-obecnie)
Podczas gdy nie był objęty kontraktem z firmą, 4 grudnia na NXT współpracował z Adrianem Alanisem, przegrywając z The Forgotten Sons (Steve Cutler i Wesley Blake). Następnie walczył na różnych tygodniówkach WWE, czyli Raw, SmackDown, 205 Live i Main Event.

#### NXT (2020-2021)
7 października 2020 oficjalnie podpisał kontrakt z firmą i został przydzielony do WWE Preformance Center.
11 listopada na NXT, Ruff pokonał Johnny'ego Gargano, aby wygrać NXT North American Championship. Tydzień później obronił tytuł przez dyskwalifikację po tym jak został uderzony przez Damiana Piresta. 6 grudnia na NXT TakeOver: War Games stracił tytuł na rzecz Gargano w Triple Threat, również z udziałem Damiana Priesta, kończąc panowanie po 25 dniach.

## Życie osobiste
Ruffin jest w związku z sędzią WWE, Ają Smith. Zaręczyli się 30 listopada 2020.

## Mistrzostwa i osiągnięcia
- Evolve
  - Evolve Tag Team Championship (1 raz) – z AR Fox[20]
- WWE
  - NXT North American Championship (1 raz)[21]
- Pro Wrestling Illustrated
  - Sklasyfikowany na 272. miejscu wśród 500 wrestlerów w rankingu PWI 500 za rok 2020[22].